# Indang
Indang è una municipalità di terza classe delle Filippine, situata nella Provincia di Cavite, nella Regione di Calabarzon.
Indang è formata da 36 baranggay:
- Agus-us
- Alulod
- Banaba Cerca
- Banaba Lejos
- Bancod
- Barangay 1 (Pob.)
- Barangay 2 (Pob.)
- Barangay 3 (Pob.)
- Barangay 4 (Pob.)
- Buna Cerca
- Buna Lejos I
- Buna Lejos II
- Calumpang Cerca
- Calumpang Lejos I
- Carasuchi
- Daine I
- Daine II
- Guyam Malaki

- Guyam Munti
- Harasan
- Kayquit I
- Kayquit II
- Kayquit III
- Kaytambog
- Kaytapos
- Limbon
- Lumampong Balagbag
- Lumampong Halayhay
- Mahabangkahoy Cerca
- Mahabangkahoy Lejos
- Mataas na Lupa (Checkpoint)
- Pulo
- Tambo Balagbag
- Tambo Ilaya
- Tambo Kulit
- Tambo Malaki